# Bolivar (Ohio)
Bolívar es una villa ubicada en el condado de Tuscarawas en el estado estadounidense de Ohio. En el Censo de 2010 tenía una población de 994 habitantes y una densidad poblacional de 548,27 personas por km².

## Geografía
Bolívar se encuentra ubicada en las coordenadas 40°39′2″N 81°27′20″O / 40.65056, -81.45556. Según la Oficina del Censo de los Estados Unidos, Bolívar tiene una superficie total de 1.81 km², de la cual 1.8 km² corresponden a tierra firme y (0.86%) 0.02 km² es agua.

## Demografía
Según el censo de 2010, había 994 personas residiendo en Bolívar. La densidad de población era de 548,27 hab./km². De los 994 habitantes, Bolívar estaba compuesto por el 98.79% blancos, el 0.1% eran afroamericanos, el 0.4% eran amerindios, el 0.2% eran asiáticos, el 0% eran isleños del Pacífico, el 0% eran de otras razas y el 0.5% pertenecían a dos o más razas. Del total de la población el 0.7% eran hispanos o latinos de cualquier raza.